# Saguenay

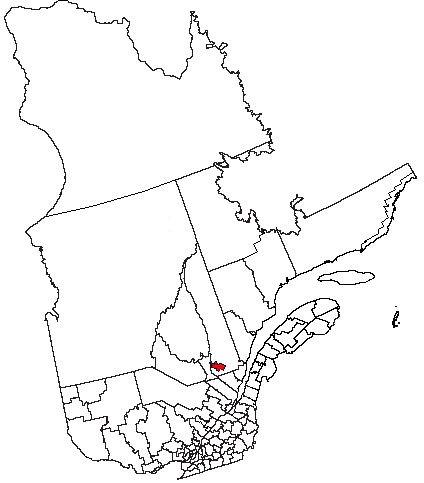
Saguenay

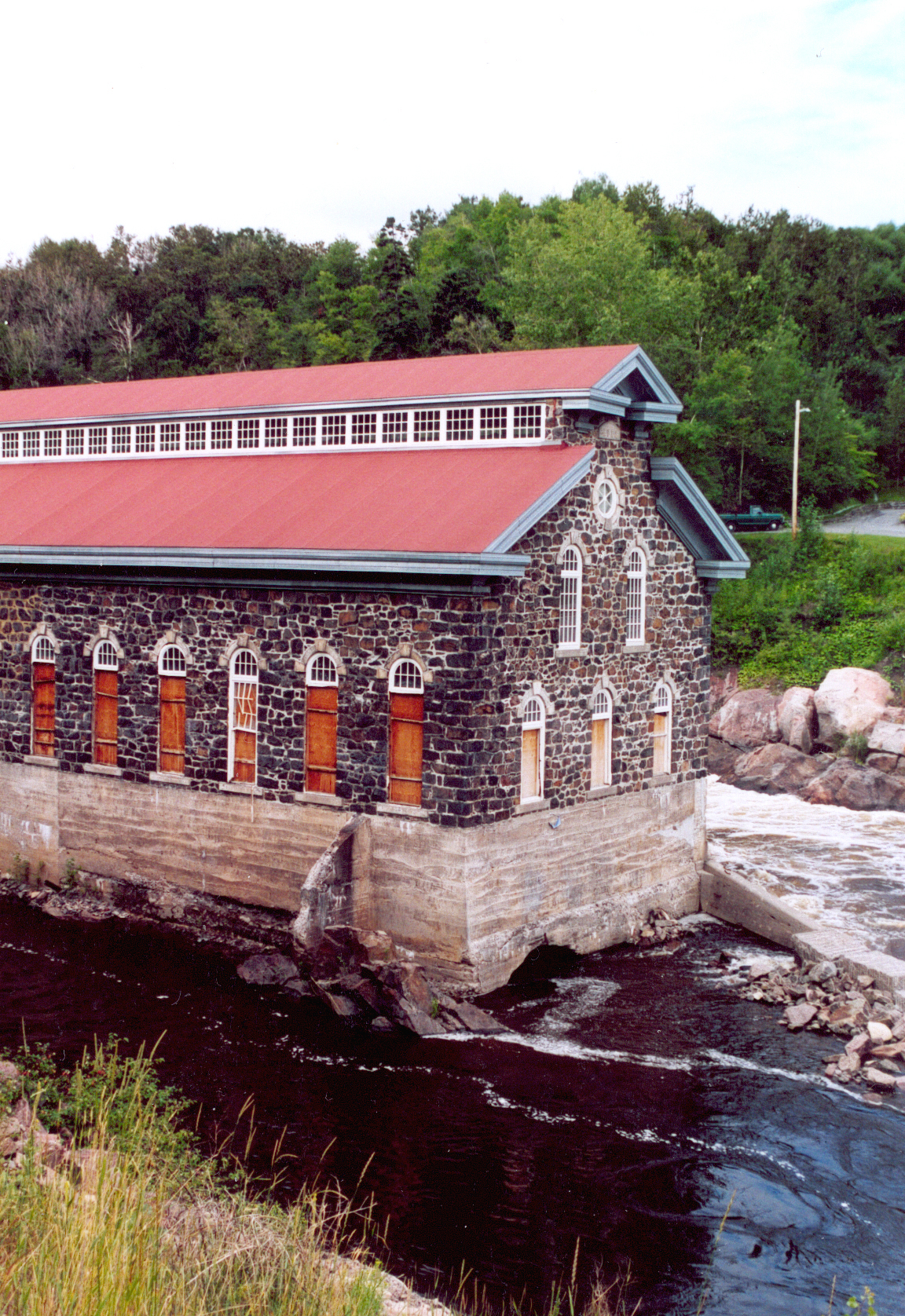
Pulperie de Chicoutimi

Saguenay é uma cidade canadense localizada na região de Saguenay–Lac-Saint-Jean, província de Quebec. Segundo o censo canadense de 2021, a cidade possui uma população de 144 723 habitantes. Foi formada em 2002, através da fusão de três cidades (La Baile, Chicoutimi, Jonquière) diferentes.
1. ↑  «Saguenay | Quebec, Canada». Britannica (em inglês). Consultado em 9 de fevereiro de 2025
2. ↑  «2021 Census of Population geographic summary». statcan.gc.ca (em inglês). Consultado em 9 de fevereiro de 2025